# Fekete Párduc (film)
A Fekete Párduc (eredeti cím: Black Panther) 7 kategóriában Oscar-díjra jelölt amerikai szuperhős mozifilm, amely a Marvel képregények egyik hőséről, Fekete Párducról szól. A film rendezője Ryan Coogler, forgatókönyvírója Coogler és Joe Robert Cole. A főszerepben Chadwick Boseman, mint T'Challa / Fekete Párduc, Michael B. Jordan, Lupita Nyong’o, Danai Gurira, Martin Freeman, Daniel Kaluuya, Letitia Wright, Winston Duke, Angela Bassett, Forest Whitaker és Andy Serkis látható.
A Fekete Párduc 2018. január 29-én debütált Los Angelesben, majd az Amerikai Egyesült Államokban 2018. február 16-án mutatta be a Walt Disney Studios Motion Pictures 2D, 3D, IMAX és egyéb formátumokban. Magyarországon egy nappal hamarabb, február 15-én, szinkronizálva a Fórum Hungary forgalmazásában.
A film dicséretet kapott a látvány, a forgatókönyv, a rendezés, az alakítások, a jelmeztervezés, a hangsáv és a cselekvési szekvenciák kapcsán. A kritikusok úgy vélték, az egyik legjobb film a Marvel-univerzumban, és megjegyezték annak kulturális jelentőségét is. A film kritikai szempontból pozitív visszajelzéseket kapott az értékelőktől. A Metacritic oldalán a film értékelése 88% a 100-ból, ami 55 véleményen alapul. A Rotten Tomatoeson a Fekete Párduc 97%-os minősítést kapott 348 értékelés alapján. Világszerte több mint 1,3 milliárd dolláros bevételt ért el, ami a 200 millió dolláros költségvetésével szemben kiemelkedő eredménynek számít. 2018-ban a legmagasabb bruttó bevételt hozó film lett, 47. az összesített listán. A négynapos nyitóhétvégén 242,1 millió dollárral kezdett, majd a háromnaposon újabb 202 millió dollárt gyűjtött. Az Egyesült Államokban a második és az ötödik legmagasabb bevétele volt. Afro-amerikai rendezők tekintetében is a legsikeresebb alkotás.
Számos díjra jelölték, többek között hét kategóriában Oscar-díjra is, ezek közül az egyik a legjobb filmnek járó.

## Rövid történet
Egy férfi az apja halálát követően hazatér otthonába, hogy elfoglalja az őt illető trónt, mint Wakanda királya. Egy nagy erejű ellenfél támadja meg őket a globális következményekkel ellentétben. Hogy megmeneküljenek, Fekete Párducként maga mellé kell állítania szövetségeseit, és együttes erővel szembe kell nézniük a támadókkal.

## Cselekmény
|  | Alább a cselekmény részletei következnek! |

Évszázadokkal ezelőtt, egy vibrániumot tartalmazó meteorit zuhant le Afrikában, ellepve az egész környéket. A helyen öt törzs telepedett le és elnevezték Vakandának. A törzsek háborúban álltak egymással, míg végül egy sámánnak megjelent Basztet, a párducistennő, aki elvezette egy különleges növényhez, amit a sámán megevett, ezzel emberfeletti erőre tett szert. A sámán egyesítette a törzseket és ő lett az első Fekete Párduc, azaz Vakanda királya. Az ország a vibrániumot felhasználva a bolygó legfejlettebb országává vált, de látva a többi ország háborúit, elrejtették magukat és szegény nemzetnek álcázzák az országot.
1992-ben az előző Fekete Párduc, T'Chaka király két harcosával a kaliforniai Oakland-be utazik, hogy meglátogassa testvérét, N'Jobu-t. Ugyanis a feketepiaci kereskedő, Ulysses Klaue vibrániumot lopott az országból, és minden jel arra utal, hogy N'Jobu segítette ebben. N'Jobu-t a társa, Zuri árulta el, aki valójában egy vakandai kém volt, T'Chaka pedig magával akarja vinni testvérét, hogy a hazájukban döntsenek a sorsáról.
A film ezután a jelenre vált, nem sokkal az Amerika Kapitány: Polgárháború után. T'Chaka király immár halott Helmut Zemo-nak hála, így végül a fiának, T'Challa-nak kell átvennie apja helyét mind a trónon, mind a Fekete Párduc szerepében. Okoye-vel, a vakandai Dora Milaje testőrség vezetőjével este rajtaütnek egy csapaton, amely elrabolt nőket szállít. A rajtaütés valódi oka az, hogy a nők között beépülve ott van Nakia, T'Challa exbarátnője és a férfi szeretné, ha ő is ott lenne a királlyá koronázásának ceremóniáján, ezt a nő el is vállalja. Másnap reggel már hárman repülnek át a Vakandát elrejtő erőtéren, majd a T'Challa anyjával, Ramondával és húgával, a technológiai zseni Shurival való találkozás után elkezdik a ceremóniát. Egy vízesésnél Zuri vezényletével királlyá avatják T'Challát, a törzsek pedig kihívót állíthatnak a király elé, megkérdőjelezve ezzel hatalmát. A törzsek nagy része elfogadja az új királyt, de a majmokat istenítő dzsaban törzs vezetője, M'Baku kihívja T'Challát az élet-halál párbajra, T'Challa a vízesés szélén legyőzi őt és próbálja rávenni a megadásra a halál helyett. M'Baku végül belemegy, T'Challa pedig később egy rituálé során megeszik egy olyan gyógynövényt, amelyik a Párduc hatalmát adja neki. A rituálé részeként betemetik földdel, majd egy hallucinációban találkozik apja szellemével, és tanácsot kap tőle az uralkodáshoz.
Eközben egy Erik Stevens nevű férfi állít be egy múzeumba, ahol egy vakandai vibrániumból készült álcázott fejszét tartanak. Stevens megmérgezi az egyik ottani kurátort, a hozzá kihívott mentősök pedig valójában Klaue és emberei, velük együtt kicsempészi a fejszét - Stevens pedig egy maszkot is elvisz, mert megtetszett neki. A rablásról Vakanda is értesül, és T'Challa Okoye-vel és Nakia-val közösen elindul Puszanba, Dél-Koreába, ott Klaue tovább akarja adni a tárgyat. T'Challa megígéri barátjának, a törzsvezető W'Kabinak, hogy vagy megöli Klaue-t, vagy elhozza az országba; eközben Shuri egy új Párduc-páncélt ad neki, olyat, amelyik elnyeli a ruhát ért támadást, és azzal az energiával vissza tud támadni.
Az átadás helyszínéül szolgáló kaszinóban T'Challa rájön, hogy a fejszét megvenni kívánó fél valójában a CIA-s Everett K. Ross, ő a Polgárháború idején segített neki, és titokban tartotta T'Challa szuperhős énjét. Ross épp átvenné Klaue-tól a tárgyat, amikor Okoye lebukik, és lövöldözés alakul ki a kaszinóban. Klaue-ék autóval próbálnak elmenekülni. T'Challa követi a társaival, majd el is kapja és épp készül megölni őt, de a nagy tömeg miatt mégsem teszi meg.
Később Klaue-t a CIA magával viszi, hogy kihallgassa, ezen a kihallgatáson Klaue beszél Ross-nak Vakanda igazi arcáról. Ross ezt számon kéri T'Challán, ám ekkor megjelenik Erik Stevens (a korábban ellopott maszkban) és csapata, hogy megszöktesse. T'Challa utánuk ered, de elmenekülnek, viszont T'Challa előtte még észrevesz Stevens-nél egy gyűrűt, s ez pontosan olyan, mint amilyet ő kapott a nagyapjától. A szöktetés közben Ross súlyosan megsérül a gerincén, ezért magukkal viszik titokban Vakandába, hogy helyrehozzák. Míg Ross-t kezelik, T'Challa Zurit vonja kérdőre, aki elárulja a '80-as években történt esemény teljes történetét. Kiderül, hogy N'Jobu azért csempészett vibrániumot, hogy felfegyverezze a világon a nehéz sorsú feketéket, akik elnyomás és kirekesztés alatt állnak. N'Jobu lelepleződése után az őt eláruló Zurira támadt, ám T'Chaka király rátámadt és megölte. Zuri azt is elmondja, hogy N'Jobunak volt egy fia is, N'Jadaka, akit a királlyal ott hagytak és aki később Erik Stevens néven vált a gyilkológéppé, akire a Koncoló nevet aggatták.
Eközben Stevens megöli Klaue-t, a holttestét pedig magával viszi Vakandába és odaadja W'Kabinak, ezzel maga mellé nyerve őt. A palotába érve felfedi magát és kihívja T'Challát a trónért folytatott rituális harcra, amit az új király elfogad. A harc előtt megvonják T'Challától a gyógynövény nyújtotta erőt, és a harc során Stevens többször csúnyán megsebzi. Zuri ekkor bevallja Stevens-nek hogy valójában miatta halt meg az apja, ezzel próbálva megmenteni T'Challa életét, ám Stevens végez vele, T'Challát pedig ledobja a vízesésbe. Ezután megeszi a Fekete Párduc erejét adó gyógynövényt, majd elvégzik ugyanazt a szertartást rajta, mint T'Challán. Ezután Stevens felégetteti az összes gyógynövényt, hogy ne kerülhessen más kezébe, ám Nakia titokban meg tud szerezni egyet.
Nakia, Ramonda, Shuri és Ross a gyógynövénnyel kimenekül a palotából, ám Okoye nem segít nekik, mivel a királyt kell szolgálnia, aki épp fegyvereket akar kivinni az országból, hogy külvilági embereikkel leigázzák a többi országot. A csapat a dzsaban törzshöz megy, hogy M'Baku-nak adják a gyógynövényt, aki annak segítségével legyőzhetné a Koncolót. M'Baku azonban ezt nem fogadja el, mivel T'Challa életben van: a törzs egyik embere találta a folyónál, de már nem bírja sokáig. Nakia gyorsan megeteti vele a gyógynövényt és betemetik, ezzel a szertartást megtéve. A szertartás hatására T'Challának újra látomása lesz, amiben találkozik apjával és őseivel, akiknek döntéseit kérdőre vonja. Úgy gondolja, hogy Vakanda túl sokáig bujkált, és ideje, hogy a világon élő többi feketének is segítsenek - ezután felébred. T'Challa köszönetet mond M'Baku-nak és a segítségét kéri, ám az nem akarja háborúba küldeni a népét.
Vakandába visszatérve T'Challa immár ismét a Fekete Párduc ruhában érkezik meg, hogy újra harcra hívja a Koncolót, aki maga is szerzett egy Fekete Párduc ruhát. A felfegyverkezett Nakia és Shuri eközben W'Kabi harcosaival és felfegyverzett orrszarvúival találják szembe magukat, ám Okoye és a Dora Milaje testőrség fellázad; majd a szorult helyzetben megjelenik M'Baku a harcosaival, hogy besegítsen nekik. Ezalatt Ross egy távirányítású vakandai repülővel leszedi a fegyvert az országból kivinni akaró gépeket, miközben W'Kabi látva a csata okozta pusztítást feladja magát és harcosait. Eközben T'Challa és a Koncoló a vibrániumot szállító vasút vonalán harcolnak, ami gyengíti a vibrániumot, így kettejük ruháját is. Ezt T'Challa ki is használja és egy kést döf a Koncolóba, amivel halálos sérülést okoz. T'Challa felajánlja neki, hogy rendbe hozzák, de Stevens tudja, hogy akkor egész életét börtönben tölti, ezért miután megtekinti a vakandai naplementét kihúzza magából a kést, ezzel elvérzik.
Később T'Challa intézkedéseinek köszönhetően már nem rejti erőtér Vakandát, az ország kezdi felfedni magát. T'Challa elviszi Shurit ahhoz a házhoz, ahol apja végzett a testvérével, és ahol továbbra is szörnyű körülmények közt élnek a feketék. Ám nem sokáig, ugyanis T'Challa megvette az épületet és a környező épületeket is, hogy itt rendezzék be az első vakandai segítőotthont, aminek vezetőjének Shuri-t választja.
A stáblista felénél lévő jelenetben T'Challa az ENSZ-nek tart beszédet, melyben fel akarja fedni Vakanda igazi arcát. A stáblista utáni jelenetben az immár Fehér Farkas nevet viselő Bucky Barnes-t láthatjuk, akit a Polgárháború végén lefagyasztottak Vakandában, ám most felébredt, mert Shuri végre meggyógyította az elméjét.
|  | Itt a vége a cselekmény részletezésének! |

## Szereposztás

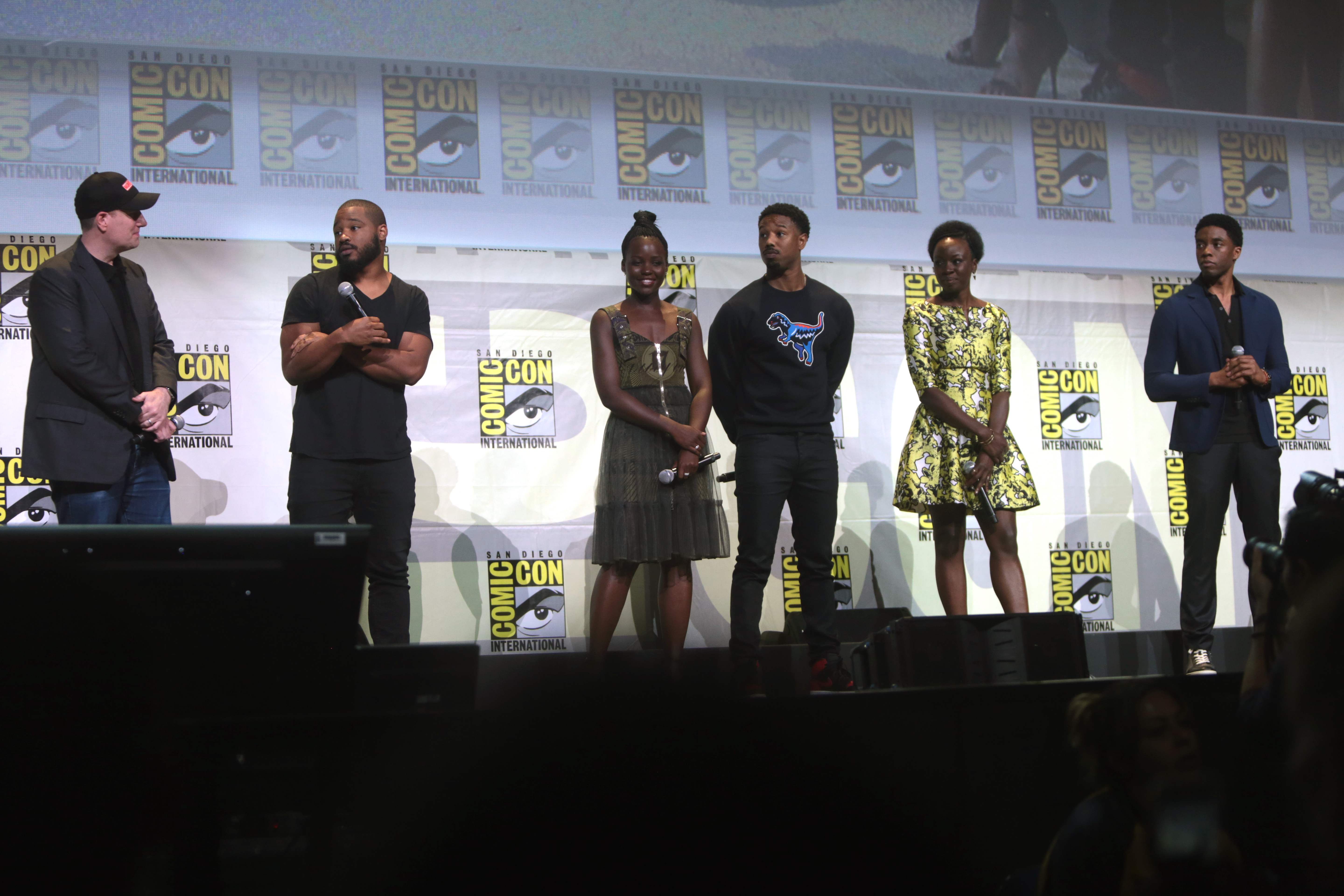
Balról jobbra: A producer Kevin Feige, a rendező Ryan Coogler, valamint a színészek: Lupita Nyong'o, Michael B. Jordan, Danai Gurira és Chadwick Boseman a 2016-os Fekete Párduc Nemzetközi San Diego Comic-Conján

| Szerep                                         | Színész                 | Magyar hang        | Leírás |
| ---------------------------------------------- | ----------------------- | ------------------ | --- |
| T'Challa / Fekete Párduc                       | Chadwick Boseman        | Debreczeny Csaba   | Az afrikai Vakanda királya, aki a szív alakú gyógynövény fogyasztásával növeli erejét. |
| N'Jadaka / Erik "Koncoló" Stevens              | Michael B. Jordan       | Ember Márk         | Amerikai haditengerészeti kommandós a fekete műveletekben, aki meg akarja buktatni unokatestvérét, T'Challát, és saját véleménye van arról, hogyan kellene irányítani Vakandát.                            |
| Nakia                                          | Lupita Nyong’o          | Trokán Nóra        | T'Challa egykori szeretője és egy War Dog, Vakanda titkos kémje, a Folyó törzsből. |
| Okoye                                          | Danai Gurira            | Bognár Gyöngyvér   | "Rendkívül büszke" vakandai hagyományőrző a Határ Törzsből, aki a Dora Milaje, Vakanda kizárólag nőkből álló különleges erőinek és T'Challa testőreinek vezetője.                                          |
| Everett K. Ross                                | Martin Freeman          | Görög László       | A Központi Hírszerző Ügynökség tagja. |
| W'Kabi                                         | Daniel Kaluuya          | Szatory Dávid      | T'Challa bizalmasa és legjobb barátja, aki a Határ Törzs biztonsági főnöke. |
| Shuri                                          | Letitia Wright          | Törőcsik Franciska | T'Challa 16 éves húga, aki új technológiát tervez az ország számára. |
| M'Baku                                         | Winston Duke            | Orosz Ákos         | Hatalmas, kegyetlen harcos, aki Vakanda hegyi törzsének, a Jabari-nak a vezetője, aki tiltakozik T'Challa új királya ellen.                                                                                |
| Ramonda                                        | Angela Bassett          | Radó Denise        | T'Challa és Shuri édesanyja, Vakanda királynője. |
| Zuri                                           | Forest Whitaker         | Gesztesi Károly    | Vakanda egyik öregembere, aki a szív alakú gyógynövényt őrzi |
| Ulysses Klaue                                  | Andy Serkis             | Szabó Győző        | Dél-afrikai feketepiaci fegyverkereskedő, csempész és gengszter, aki szövetkezett Koncolóval. |
| T'Chaka                                        | John Kani (cameoszerep) | Papp János         | T'Challa apja, Vakanda egykori királya. |
| T'Chaka                                        | Atandwa Kani (fiatal)   | Schmied Zoltán     | T'Challa apja, Vakanda egykori királya. |
| N'Jobu                                         | Sterling K. Brown       | Szabó Máté         | Koncoló apja. |
| Folyó törzs tanácstag                          | Isaach De Bankolé       | Végh Péter         | Folyó törzs tanácstag. |
| önmaga                                         | Stan Lee                | Kajtár Róbert      | Férfi a kaszinóban. |
| James Buchanan "Bucky" Barnes / A Tél katonája | Sebastian Stan          | Hamvas Dániel      | Fizikailag feljavított, agymosott bérgyilkos, aki Rogers szövetségese; a legjobb barátja, aki újra felbukkant, miután azt hitték, hogy a második világháborúban elesett. Vakandába helyrehozták a elméjét. |

## Háttere
Wesley Snipes érdeklődést mutatott az 1992-es Fekete Párduc filmhez, de a projekt nem jött létre. 2005 szeptemberében a Marvel Studios bejelentette a Fekete Párduc egyikét a tízből a Marvel karakterek alapján, és hogy a Paramount Pictures fogja forgalamzni. Mark Baileynek felajánlották, hogy írjon forgatókönyvet 2011 januárjában. A Fekete Párducot 2014 októberében jelentették be. Boseman először az Amerika Kapitány: Polgárháborúban szerepelt először a karakterében. 2016-ra Cole és Coogler csatlakozott, majd májusban további szereplők is, így a Fekete Párduc az első olyan Marvel film, ami túlnyomóan színesbőrű színészekből áll. A film fő forgatása 2017 januárjától áprilisig tartott, az EUE / Screen Gems Studios-ban, Atlantában és Puszanban, Dél-Koreában.